# Pelhřimov (Cheb)
Pelhřimov (deutsch Pilmersreuth) ist eine Siedlung in der Stadt Cheb (Eger) im Okres Cheb (Bezirk Eger) der Tschechischen Republik.

## Lage
Der Ort im Egerland liegt rund 1,5 km südwestlich von Eger in einer Stichstraße. Die bayerisch-böhmische Grenze liegt ebenfalls rund 1,5 km entfernt. Nächster oberpfälzischer Ort ist Pechtnersreuth in der Stadt Waldsassen. Die Eger fließt rund 1 km nördlich der Ortslage. Die Gemarkung mit dem Namen Dolní Pelhřimov hat eine Fläche von 6,96 km².

## Geschichte
Pilmersreuth wurde erstmals 1294 schriftlich erwähnt. Aufgrund der Nähe zu Eger ergibt sich eine lange Verwaltungszugehörigkeit dorthin, bspw. zum Gerichtsbezirk Eger in der Tschechoslowakei oder auch zum Patriziergeschlecht der Walter von Waldbach. 2011 lebten im Ort 78 Personen.

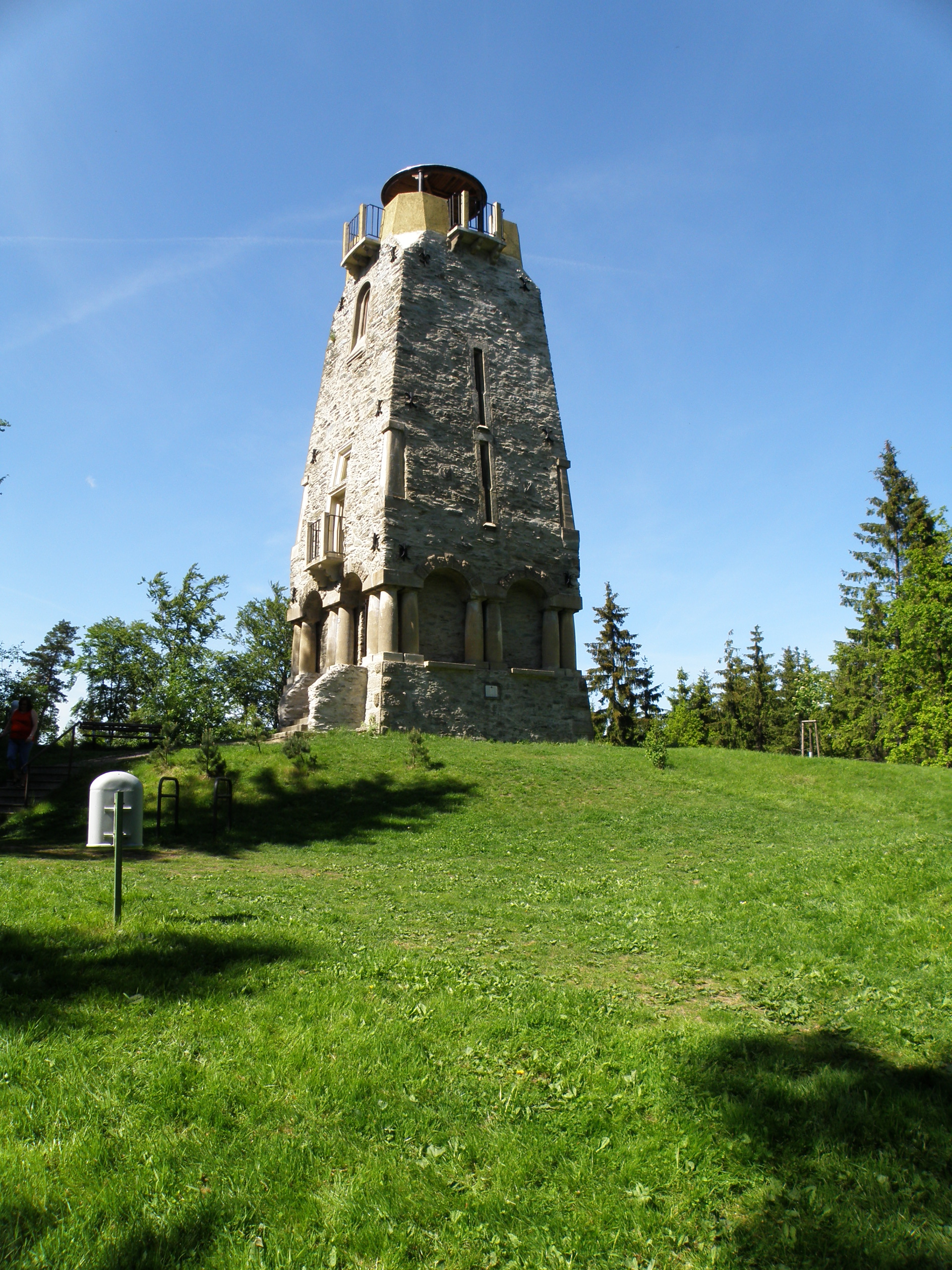
Bismarckturm

| Jahr      | 1869 | 1880 | 1890 | 1900 | 1910 | 1921 | 1930 | 1950 | 1961 | 1970 | 1980 | 1991 | 2001 | 2011 |
| --------- | ---- | ---- | ---- | ---- | ---- | ---- | ---- | ---- | ---- | ---- | ---- | ---- | ---- | ---- |
| Einwohner | 321  | 275  | 253  | 242  | 254  | 234  | 229  | 117  | 55   | 66   | 55   | 49   | 61   | 78   |
| Häuser    | 50   | 49   | 49   | 36   | 38   | 44   | 47   | 39   | 8    | 8    | 11   | 11   | 12   | 21   |

## Sehenswürdigkeiten
Rund 2 km nordwestlich des Ortes und 1 km entfernt von der deutschen Grenze befindet sich ein Bismarck-Turm auf dem Grünberg (637 m).
Nördlich von Horní Pelhřimov befand sich zudem die Kirche St. Anna.

## Belege
1. ↑  STATISTICKÝ LEXIKON OBCÍ ČESKÉ REPUBLIKY 2013 Podle správního rozdělení k 1.1. 2013 a výsledků sčítání lidu, domů a bytů k 26. březnu 2011 Zpracoval Český statistický úřad ve spolupráci s Ministerstvem vnitra ČR. 1. Januar 2013, S. 265, abgerufen am 19. März 2024 (tschechisch).
2. ↑  https://www.czso.cz/documents/10180/20537734/130084150411.pdf/